# María Teresa Chacín
María Teresa Chacín de López Contreras (Caracas, 22 de janeiro de 1945) é uma psicóloga e cantora venezuelana. Ela gravou mais de 50 álbuns e recebeu diversos prêmios, incluindo o Grammy Latino de Melhor Álbum Infantil.

## Biografia
María Teresa Chacín, nascida em Caracas em 22 de janeiro de 1945, foi a primeira cantora venezuelana a ganhar um Grammy Latino. Além de interpretar bolero e outros gêneros musicais, é produtora, animadora, cuatrista e psicóloga. Gravou mais de 50 álbuns entre os formatos LP e CD acompanhada por músicos renomados como Juan Vicente Torrealba, Chelique Sarabia, Armando Manzanero, o guitarrista Rodrigo Riera e Aldemaro Romero ao reger em um de suas gravações para a Orquestra Sinfônica de Londres.
Sua carreira como intérprete começou em 1963 quando fez parte da Universidade Orfeón da Universidade Central da Venezuela, destacando-se por 8 anos como solista. Em 1961 conseguiu ser contratada pela gravadora Palacio de la Música para gravar seu primeiro LP, intitulado Chelimanías. Em 1970, se formou em Psicologia pela Universidade Católica Andrés Bello. Foi produtora e apresentadora de rádio e televisão, com seu programa María Teresa y sus amigos, com o qual ganhou o Prêmio Monsenhor Pellín em 2000 e que esteve no ar por seis anos.

## Discografia
- Quisiera Preguntar (1964)
- Canta Para Tí (1965)
- Todo Me Es Igual (1966)
- María Teresa & Sus Exitos (1967)
- Rosas En El Mar (1968)
- Canta con María Teresa (1969)
- La Paraulata (1970)
- Cuando Me Quieras (1971)
- Canciones Nuestras (1972)
- Romance (1973)
- Mi Querencia (1974)
- Aguinaldos Que No Se Olvidan (1974)
- Ahora (1976)
- Canción De Cuna Para Una Estrella (1977)
- Como Pequeña Gota De Rocío (1978)
- Aguinaldos Venezolanos (1978)
- En Azul, Amarillo y Rojo (1980)
- Aguinaldos Tradicionales Vol. III (1980)
- En Este País (1983)
- Tú Eres La Música (1985)
- Ojos Color De Los Pozos (1987)
- M.T. Chacín y Sus Grandes Exitos (1990)
- Yo soy venezolana (1992)
- Romántica (1994)
- Para Simón De María Teresa (1994)
- Amor Mío (1995)
- Con La Orquesta Sinfónica de Londres (1996)
- Me Lo Dijeron Tus Ojos (1996)
- Y Sus Amigos En Navidad (1997)
- Y Sus Amigos en Vivo desde el TTC (1998)
- Me Voy A Regalar (2001)
- La Historia (1970–2002) (2003)
- De Conde a Principal (2007)
- María Teresa Chacín Cuenta Cuentos (2010)
- Pasiones (2016)